# 河瑞
河瑞（309年五月-310年六月）是十六国时期前赵政权汉光文帝劉淵的第三个年号，共计2年。
河瑞二年七月，刘聪即位，改元光兴元年。

## 纪年
| 河瑞 | 元年  | 二年  |
| ---- | ----- | ----- |
| 公元 | 309年 | 310年 |
| 干支 | 己巳  | 庚午  |

## 参看
- 中国年号索引
- 同期存在的其他政权年号
  - 永嘉（307年-313年四月）：西晋皇帝晋怀帝的年号
  - 晏平（306年六月-310年）：成汉政权李雄的年号

| 前一年號： 永凤 | 漢趙年号 河瑞 | 下一年號： 光兴 |